# I Liceum Ogólnokształcące im. ks. Stanisława Staszica w Hrubieszowie
I Liceum Ogólnokształcące im. ks. Stanisława Staszica w Hrubieszowie – zespół szkół ogólnokształcących w Hrubieszowie.

## Nauczanie
W roku szkolnym 2022/2023 w placówce uczyło się ok. 628 uczniów w 22 oddziałach. Zajęcia prowadzone są przez 46 nauczycieli.
W szkole aktywnie działa nowocześnie wyposażony radiowęzeł - Radio RTM Staszic, w ramach którego uczniowie mają szansę na edukację w zakresie tworzenia materiałów dziennikarskich, w tym reportaży, audycji, czy podcastów. 

## Historia
Za założyciela szkoły uznaje się ks. prał. Melchiora Juścińskiego, proboszcza parafii św. Mikołaja w Hrubieszowie (1910–1947), kanonika Kapituły Zamojskiej i Honorowego Obywatela miasta Hrubieszowa. Jako prezes Rady Szkolnej Powiatowej zorganizował on w 1918 r. ośmioklasowe Gimnazjum Męskie i Żeńskie w Hrubieszowie (wybrał także patrona). W 1932 r. po reformie szkolnictwa Gimnazjum przekształcono na Państwowe Gimnazjum i Liceum im. ks. Stanisława Staszica w Hrubieszowie. Od roku szkolnego 1948/1949 zrezygnowano z koncepcji 8-klasowej szkoły powszechnej, wprowadzając 7-klasową, a na jej bazie rozbudowując sieć szkół średnich ogólnokształcących (łącznie 11 klas). W 1954 r. wprowadzono obowiązek noszenia tarcz, przypiętych do stroju (koloru niebieskiego). Od roku szkolnego 1966/1967 Ministerstwo Oświaty poleciło dokonanie podziału 11-letnich szkół ogólnokształcących, tworząc z nich 8-klasowe szkoły podstawowe oraz 4-klasowe licea ogólnokształcące. Od tego momentu aż do następnej reformy w roku 1999, LO działało samodzielnie. W latach 1999–2019 szkoła działała pod nazwą Zespołu Szkół Nr 2 w Hrubieszowie, prowadząc jednocześnie gimnazjum. Z dniem 31 sierpnia 2019 roku, w wyniku reformy systemu oświaty z 2017 roku, gimnazja zostały zlikwidowane, a od roku szkolnego 2017/2018 nowe roczniki nie były przyjmowane, rozpoczęto wygaszanie gimnazjum.
Szkoła mieści się w budynku dawnego klasztoru dominikańskiego przy kościele św. Mikołaja w Hrubieszowie (zlikwidowanego w 1819 r.). Klasztor obejmował go dwoma ramionami od strony południowej i wschodniej, łącząc się od południa przejściem nadwieszonym na arkadzie. Budynki klasztorne zostały przebudowane i adaptowane (według projektu Hiacynta Dąbrowskiego) na cele szkolne ok. 1827 r. (usunięto sklepienia, zmieniono podziały zewnętrzne i poszerzono otwory okienne). Przekształcony ponownie w roku 1921, kiedy to przybrał kształt litery L, z nowym skrzydłem od strony wschodniej. Budynek posiada dachy dwuspadowe, kryte blachą.

### Dyrektorzy
- Leon Markuszewski (1918–1929)
- Franciszek Nieć (1929–1930)
- Stanisław Toporowski (1930–1939)
- Konstanty Alichniewicz (1939–1950)
- Jan Daca (1950–1967)
- Irena Skrobiszewska (1967–1972)
- Edward Łoś (1972–1990)
- Bolesław Pyc (1990–2005)
- Alicja Borkowska (2005–)

### Znani nauczyciele
- Janusz Woźnica
- Lucjan Świdziński, delegat powiatowy Rządu RP na Kraj w czasie okupacji hitlerowskiej

## Absolwenci szkoły
- Roman Bojarczuk
- Zdzisław Bombera
- Stanisław Dobrzański
- Witold Graboś
- Łukasz Jasina
- Jan Kondrak
- Franciszek Kornicki
- Bogusław Kowalski
- Bogusław Krawczyk
- Wiesław Lipko
- Jerzy Masłowski
- Joanna Racewicz
- Jerzy Turowicz
- prof. dr hab. Mieczysław Sawczuk, specjalista z dziedziny prawa
- Eugeniusz Wilkowski
- Wiktor Zin